# Avro 621
Die Avro 621 Tutor war ein Flugzeug des britischen Herstellers Avro.

## Geschichte
Im Jahre 1929 entwickelte Avro-Chefkonstrukteur Roy Chadwick ein zweisitziges Ausbildungsflugzeug für die RAF als Nachfolger für die legendäre, aber inzwischen in die Jahre gekommene Avro 504N. Nach Versuchen mit metallenen Materialien, die bereits erfolgreich von Fokker verarbeitet worden waren und den guten Erfahrungen, die man mit den ersten Avians mit Stahlrohrrahmen gemacht hatte, beschloss Chadwick, auch bei dieser Konstruktion Metall zu verwenden.
Für das neue Modell wurde das großflächige, weil leicht ansprechende Seitenruder der Avian verwendet. Als Triebwerk diente ein fünfzylindriger unverkleideter Armstrong-Siddeley-Mongoose-IIIA-Sternmotor (in der späteren Militärversion als Mongoose IIIC bezeichnet).
Im Dezember 1929 war der Prototyp mit dem zivilen Kennzeichen G-AAKT in Martlesham fertiggestellt und wurde am 28. Juni 1930 in Hendon vorgestellt. Am 5. Juli 1930 nahm die Maschine, als Avro 621 Trainer bezeichnet, am King’s Cup Race teil und zeigte dort ihre exzellente Wendigkeit.
Darauf erhielt Avro einen Auftrag des Luftfahrtministeriums über zunächst 21 Maschinen, die dann bei verschiedenen Einheiten der Luftwaffe getestet wurden. Im März 1930 erhielt die irische Luftwaffe drei Maschinen (dort wurde das Flugzeug als „Triton“ bezeichnet), eine Maschine mit zivilen Kennzeichen ging an die australische Fluggesellschaft Australian National Airways Ltd.
Nach diesem ersten Verkaufserfolg wurde die 621 modifiziert und mit dem stärkeren Armstrong Siddeley Lynx IVC motorisiert. Zunächst wurden zwei Prototypen mit diesem Motor ausgestattet, später folgte eine große Anzahl weiterer Maschinen mit dem Lynx IVC.
Nach ihren Tests beschloss die Luftwaffe, die nun als Avro 621 Tutor bezeichnete Maschine ab Juni 1932 als Standard-Ausbildungsflugzeug in Dienst zu stellen. Zuvor waren jedoch werksseitig diverse Änderungen vorzunehmen; so wurde ein geändertes Fahrwerk eingebaut und es wurden Querruder an allen vier Flächen verwendet in den ersten Versionen hatten nur die unteren Tragflächen Querruder. Eine erneute Modifikation erfolgte auf Grund einer Forderung des Luftfahrtministeriums ab dem Modelljahr 1934. Eine Maschine, die 1936 in Martlesham mit weiteren grundlegenden Änderungen getestet wurde, erhielt die Bezeichnung Avro 621 Tutor Mk. IIt, blieb jedoch ein Einzelstück.
Mit dem Erfolg der Tutor und den hohen Verkaufszahlen wurden bei Avro neue Massenfertigungstechniken eingeführt. So wurden die Maschinen komplett im Werk in Newton Heath aufgebaut, danach in das 24 Kilometer entfernte Woodford Aerodrom gebracht, dort verspannt und eingeflogen und von dort zu den Standorten der RAF überführt.
Außer an die  Hauptabnehmerin, die britische Luftwaffe, wurden Maschinen an die dänische Marine, die griechische Luftwaffe und an das polnische Informationsministerium ausgeliefert. Mit Dänemark schloss Avro ein Lizenzabkommen, jedoch wurden dort nur drei Maschinen gebaut.
In der Zeit von 1930 bis 1938 stellte Avro insgesamt 795 Tutors her, davon 310 ohne Motoren. Vier Maschinen waren bis in das Jahr 1939 als Trainer im Dienst der britischen Luftwaffe. Nach dem Ende des Zweiten Weltkriegs gingen etliche Tutor der Luftwaffe an zivile Eigner.
Eine Maschine (Seriennummer K3215/Kennzeichen G-AHSA) gehört heute noch (Stand 2005) im flugfähigen Zustand zur Flugzeugsammlung in Shuttleworth in Old Warden (England).

## Aufbau
Bei der Avro 621 Tutor handelte es sich um einen zweistieligen Doppeldecker. Der Rumpf bestand aus einem mit Stoff bespannten Stahlrohrrahmen. Die beiden Tragflächen waren gleich lang; alle Flächen waren mit Querrudern ausgestattet.
Das Fahrwerk bestand aus einem zweirädrigen starren Hauptfahrwerk sowie einem starren Hecksporn.

## Varianten/Projekte

### Avro 646 Sea Tutor
In den Jahren 1934 bis 1936 lieferte Avro ein Vorserienexemplar und 14 Serienmaschinen dieses Typs aus. Es handelte sich um die Schwimmerversion der Avro 621 Tutor, ausgestattet mit Zwillingsschwimmern. Bis 1938 waren diese Maschine in Felixstowe und bei der Seaplane Training School in Calshot im Einsatz.

### Avro 662
Die Avro 662 war eine weiterentwickelte 621 mit einem Armstrong-Siddeley-Lynx-Motor. Diese Maschine war ähnlich einer für die ägyptische Luftwaffe produzierten Ausführung der Avro 626, ging aber nicht über das Entwicklungsstadium hinaus.

### Avro 669
Auch das Projekt Avro 669, eine Tutor mit dem 7-Zylinder-Sternmotor Armstrong Siddeley Cheetah IX, wurde lediglich am Reißbrett geplant, jedoch nie verwirklicht.

## Militärische Nutzung
- Dänemark: 5
- Griechenland: 90+
- Königreich Irak: 3
- Irland: 3
- Kanada: 6[1]
- Polen: 2
- China: 5
- Südafrikanische Union: 60
- Vereinigtes Königreich
  - Royal Air Force: 417

## Technische Daten

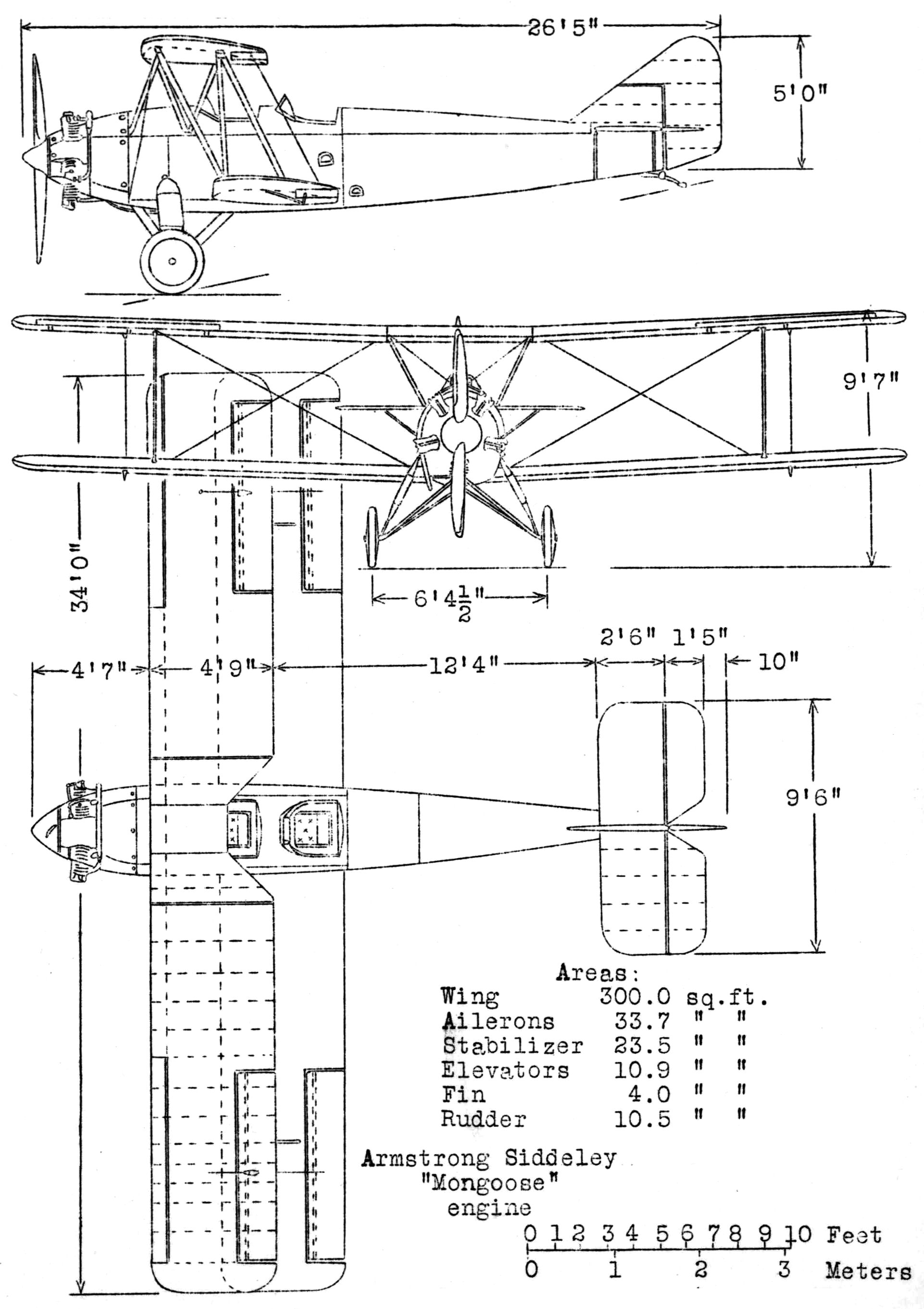
Dreiseitenriss

| Avro 621 Version mit Mongoose-IIIC-Motor (Version mit Lynx-VIC-Motor, sofern abweichend, in Klammern) | |
| Kenngröße                                                                                             | Daten |
| Besatzung                                                                                             | 2 (ein Ausbilder und ein Flugschüler) |
| Länge                                                                                                 | 8,12 m (7,94 m) |
| Höhe                                                                                                  | 2,92 m |
| Flügelspannweite                                                                                      | 10,36 m |
| Flügelfläche                                                                                          | 28,07 m² (27,97 m²) |
| Leermasse                                                                                             | 696 kg (836 kg) |
| max. Startmasse (vollgetankt)                                                                         | 990 kg (1132 kg) |
| Antrieb                                                                                               | ein Armstrong Siddeley Mongoose IIIC mit einer Leistung von 116 kW (157 PS) ein Armstrong Siddeley Lynx IVC mit einer Leistung von 160 kW (218 PS) |
| Höchstgeschwindigkeit                                                                                 | 167 km/h (193 km/h) |
| Reisegeschwindigkeit                                                                                  | 153 km/h (156 km/h) |
| Steigleistung                                                                                         | 221 m/min (277 m/min) |
| Dienstgipfelhöhe                                                                                      | 3780 m (4880 m) |
| Reichweite                                                                                            | ca. 610 km (ca. 400 km) |